# Богдан Лис
Богдан Йежи Лис (на полски: Bogdan Lis) e полски политик и деец, член на Междузаводския стачен комитет, един от ръководителите на профсъюза „Солидарност“. След въвеждането на военно положение през 1981 год е организатор на нелегалната дейност на „Солидарност“. Участник в Кръглата маса през 1989 г. Депутат през периода от 1989 – 1991 г. и  от 2007 – 2011 г.

## Биография
Богдан Лис е роден на 10 ноември 1952 г. в Гданск. През 1969 г. завършва Училище за механизатори на товаро-подемно оборудване. В периода 1970 – 1971 г. работи в управата на пристанището в Гданск като механик, а след това като оператор на машините. Участва в декемврийските събития през 1970 г., лежи в затвора от 1971 – 1972 г. От 1972 г. работи в електротехнически завод „Елмор“. От 1975 до 1981 г. е член на Полската обединена работническа партия, освен това членува и в Младежкия социалистически съюз.
От 1978 г. си сътрудничи със Свободния профсъюз Крайбрежие. През август 1980 г. организира стачка в „Елмор“, става заместник-председател на Междузаводския стачен комитет в Гданск. Взима участие в многобройни преговори с правителствената партия.
На 13 декември 1981 г. успява да избегне полицията, укрива се и организира нелегалната структура на „Солидарност“ в района на Гданск. Април 1982 г. е съорганизатор на общонародна Временна комисия за координация на нелегалната дейност на „Солидарност“, отговаря за сътрудничеството зад граница. Арестуван е юни 1984 г. и обвинен в предаване на родината. Амнистиран след половин година. Отново е арестуван февруари 1985 г. като е осъден на две години и половина затвор, но отново получава амнистия и септември 1986 г. е пуснат на свобода. През 1986 г. влиза в състава на Временния съвет на „Солидарност“, а през 1987 г. влиза в Националния изпълнителен комитет – открито структурно ръководство на нелегалния съюз.
От 1988 г. е член на Гражданския комитет воден от „Солидарност“, взима участие в разговорите при Кръглата маса, а в периода 1989 – 1991 г. заседава в Сената. Избран е за член на президентския състав на Народната комисия като отговорник по чуждестранните контакти. От 1991 г. не участва в публичната дейност, започва да се занимава с бизнес.
От 1997 г. принадлежи към Съюз Свобода. От 1998 – 2001 заседава в управителния съвет на Поморското войводство. Юни 2003 г. става член на управителния съвет на Варшавския университет и на Демократическата партия. Кандидатства безуспешно през 2001 г. и 2005 г. в Народното събрание.
На парламентарните избори през 2007 г. е избран за депутат в VI мандат с 12 468 гласа.
Влиза в свикания на 9 април 2008 г. Демократически депутатски кръг, като става негов ръководител. Юни 2009 г. заедно с Мариан Филар напуска Демократическата партия. В началото на юли същата година заедно с други депутати от Демократическия депутатски кръг се присъединява към Демократичното дружество. В резултат на това на 16 юли 2009 г. то е преименувано на Демократически депутатски кръг Демократическо дружество. Но юни 2011 г. тази организация престава да съществува, в резултат на това Богдан Лис става независим депутат. Същата година неуспешно кандидатства за сенатор. На конгреса на 20 април 2013 г. е назначен за вицепредседател на Демократическото дружество. След конгреса на 23 април 2016 г. не е сред ръководителите на партии.

## Отличия
По нареждане на президента Ришард Качоровски на 11 ноември 1990 г. е награден с Кръст на ордена на Възраждане на Полша.
За „заслуги за въвеждането на демократични промени в Полша, за постижения в обществената дейност“, президентът Лех Качински връчва на Богдан Лис с Голям кръст на Новородена Полша. През 2000 г. е обявен за почетен гражданин на Гданск.
|  | Тази страница частично или изцяло представлява превод на страницата Bogdan Lis в Уикипедия на полски. Оригиналният текст, както и този превод, са защитени от Лиценза „Криейтив Комънс – Признание – Споделяне на споделеното“, а за съдържание, създадено преди юни 2009 година – от Лиценза за свободна документация на ГНУ. Прегледайте историята на редакциите на оригиналната страница, както и на преводната страница, за да видите списъка на съавторите. ВАЖНО: Този шаблон се отнася единствено до авторските права върху съдържанието на статията. Добавянето му не отменя изискването да се посочват конкретни източници на твърденията, които да бъдат благонадеждни. |